# Alex Loan Ventura
Alex Loan Ventura (ur. 30 maja 1995 w Andorze) – andorski kierowca wyścigowy.

## Kariera
Alex karierę rozpoczął od startów w kartingu. W 2011 roku zadebiutował w serii wyścigów samochodów jednomiejscowych – Eurocupie F4 1.6. Ventura ośmiokrotnie sięgał po punkty, najlepszą pozycję uzyskując w pierwszy starcie, na belgijskim torze Spa-Francorchamps, gdzie był piąty. Ostatecznie rywalizację ukończył na 11. miejscu.
W sezonie 2012 Andorczyk podpisał kontrakt z francuskim zespołem ARTA Engineering, na udział w Europejskiej Formule Renault. Wystartował jednak w zaledwie jednym wyścigu i nie był zaliczany do klasyfikacji. W tym samym roku w serii alpejskiej był 22.

## Statystyki
| Sezon | Seria                                 | Zespół                   | Wyścigi | Zwycięstwa | PP | NO | Podium | Punkty | Pozycja |
| ----- | ------------------------------------- | ------------------------ | ------- | ---------- | -- | -- | ------ | ------ | ------- |
| 2011  | Francuska Formuła 4                   | Signatech                | 14      | 0          | 0  | 0  | 0      | 36     | 11      |
| 2012  | Europejski Puchar Formuły Renault 2.0 | ARTA Engineering         | 1       | 0          | 0  | 0  | 0      | 0      | NS†     |
| 2012  | Alpejska Formuła Renault 2.0          | ARTA Engineering         | 11      | 0          | 0  | 0  | 0      | 4      | 22      |
| 2013  | European Le Mans Series - LMPC        | Team Endurance Challenge | 3       | 0          | 0  | 0  | 2      | 33     | 3       |